# 高浜川 (愛知県)

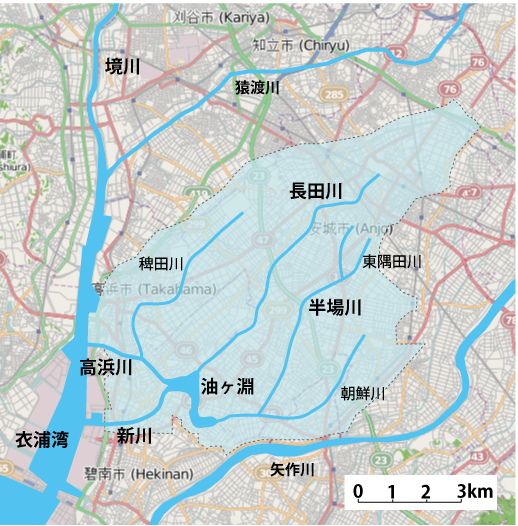
碧海郡地域と高浜川水系の流域図

高浜川（たかはまがわ）は、愛知県西三河地方を流れる高浜川水系の二級河川。

## 概要
高浜川自体は油ヶ淵から衣浦湾までの河川延長2.7km、流域面積4.2km2の小河川に過ぎないが、高浜川水系全体では河川延長（延べ）35.8km、流域面積68.2km2であり、高浜川と高浜川水系で規模が大きく異なる。本項では高浜川水系全体について記述する。

## 地理

### 高浜川水系を構成する河川
| 河川名 (下段は支流) | 高浜川  | 高浜川  | 油ヶ淵 | 長田川  | 半場川  | 半場川   | 半場川  | 新川   | 合計 |
| ------------------- | ------- | ------- | ------ | ------- | ------- | -------- | ------- | ------ | ---- |
| 河川名 (下段は支流) | 高浜川  | 稗田川  | 油ヶ淵 | 長田川  | 半場川  | 東隅田川 | 朝鮮川  | 新川   | 合計 |
| 河川延長 (km)       | 2.7     | 5.4     | 2.5    | 9.0     | 8.0     | 0.9      | 4.9     | 2.4    | 35.8 |
| 流域面積 (km2)      | 4.2     | 15.3    | 3.7    | 16.8    | 11.1    | 4.8      | 9.9     | 2.4    | 68.2 |
| 河床勾配            | 1:5,000 | 1:2,500 | レベル | 1:2,000 | 1:3,000 |          | 1:2,000 | レベル | -    |

（出典 : 高浜川水系河川整備計画（河川延長と流域面積）、高浜川流域誌（河床勾配））
高浜川水系は、愛知県唯一の天然湖沼である油ヶ淵、長田川、半場川（支流に朝鮮川と東隅田川）、高浜川（支流に稗田川）、新川で構成される。高浜川水系全体では、河川延長は（延べ）35.8km、流域面積は68.2km2である。上流から油ヶ淵までは明確な本流が存在せず、規模の似通ったいくつかの流れが高浜川水系を構成している。南東側の矢作川水系と北西側の猿渡川水系に挟まれている。流域の自治体は、碧南市、刈谷市、安城市、西尾市、高浜市の5市である。
愛知県において高浜川水系の流域が占める割合は、面積が1.26%、人口が1.60%、製造品出荷額が2.80%である。1982年（昭和57年）時点での流域人口は約10.4万人だったが、1993年（平成5年）時点では約11.8万人、2000年（平成12年）時点では約12.5万人、2005年（平成17年）時点では約14万人と増加傾向にある。2001年（平成13年）時点での流域の土地利用は、農地が55%、市街地が45%である。明治用水開通後の安城市を中心とした一帯では、多角的で先進的な農業経営が行なわれ、「日本デンマーク」と称される農業先進地となった。現在でも高浜川流域には水田が広がっているが、自動車産業の発達とともにトヨタグループを中心とした工場が多数立地し、流域では農業と工業が入り混じった土地利用がみられる。
その他の準用河川を含めた一覧を以下に記載する（下流側から順）。
| 河川     | よみ             | 次数    | 種別              | 管理者        | 主な経過地             | 河川延長 （km） | 備考                                             |
| -------- | ---------------- | ------- | ----------------- | ------------- | ---------------------- | --------------- | ------------------------------------------------ |
| 高浜川   | たかはまがわ     | 本川    | 二級河川          | 愛知県        | 高浜市、碧南市         | 2.7             |                                                  |
| 稗田川   | ひえだがわ       | 1次支川 | 二級河川 準用河川 | 愛知県 安城市 | 碧南市、高浜市、安城市 | 5.4             |                                                  |
| 小脇川   | こわきがわ       | 2次支川 | 準用河川          | 高浜市        | 高浜市                 |                 |                                                  |
| 鮫川     | さめがわ         | 2次支川 | 準用河川          | 高浜市 安城市 | 高浜市、碧南市、安城市 |                 |                                                  |
| 茨池川   | ばらいけがわ     | 2次支川 | 準用河川          | 安城市        | 安城市                 |                 |                                                  |
| 古江川   | ふるえがわ       | 1次支川 | 準用河川          | 碧南市        | 碧南市                 |                 |                                                  |
| 中田川   | なかたがわ       | 1次支川 | 準用河川          | 碧南市        | 碧南市                 |                 |                                                  |
| 油ヶ淵   | あぶらがふち     | 1次支川 | 二級河川          | 愛知県        | 碧南市、安城市         | 2.5             | 湖だが河川法上は高浜川水系の一部として扱われる。 |
| 長田川   | おさだがわ       | 2次支川 | 二級河川          | 愛知県        | 碧南市、安城市         | 9               |                                                  |
| 沢渡川   | さわたりがわ     | 3次支川 | 準用河川          | 碧南市        | 碧南市                 |                 |                                                  |
| 間屋川   | まやがわ         | 3次支川 | 準用河川          | 安城市        | 安城市                 |                 |                                                  |
| 道田川   | どうたがわ       | 3次支川 | 準用河川          | 安城市        | 安城市                 |                 |                                                  |
| 郷西川   | ごうにしかわ     | 3次支川 | 準用河川          | 安城市        | 安城市                 |                 |                                                  |
| 切間川   | きれまがわ       | 2次支川 | 準用河川          | 安城市        | 安城市                 |                 |                                                  |
| 半場川   | はんばがわ       | 2次支川 | 二級河川 準用河川 | 愛知県 安城市 | 碧南市、安城市         | 8               |                                                  |
| 大久戸川 | おおくどがわ     | 3次支川 | 準用河川          | 安城市        | 安城市                 |                 |                                                  |
| 朝鮮川   | ちょうせんがわ   | 3次支川 | 二級河川 準用河川 | 愛知県 安城市 | 安城市、西尾市         | 4.9             |                                                  |
| 山中川   | やまなかがわ     | 4次支川 | 準用河川          | 安城市        | 安城市                 |                 |                                                  |
| 長配川   | ちょうはいがわ   | 3次支川 | 準用河川          | 安城市        | 安城市                 |                 |                                                  |
| 新田川   | しんでんがわ     | 3次支川 | 準用河川          | 安城市        | 安城市                 |                 |                                                  |
| 八ッ田川 | やつだがわ       | 3次支川 | 準用河川          | 安城市        | 安城市                 |                 |                                                  |
| 大海古川 | おおみこがわ     | 3次支川 | 準用河川          | 安城市        | 安城市                 |                 |                                                  |
| 西下川   | にししたがわ     | 3次支川 | 準用河川          | 安城市        | 安城市                 |                 |                                                  |
| 東隅田川 | ひがしすみだがわ | 3次支川 | 二級河川 準用河川 | 愛知県 安城市 | 安城市                 | 0.9             |                                                  |
| 新川     | しんかわ         | 2次支川 | 二級河川          | 愛知県        | 碧南市                 | 2.4             | 分流                                             |
| 羽久手川 | はくてがわ       | 3次支川 | 準用河川          | 碧南市        | 碧南市                 |                 |                                                  |

### 流路

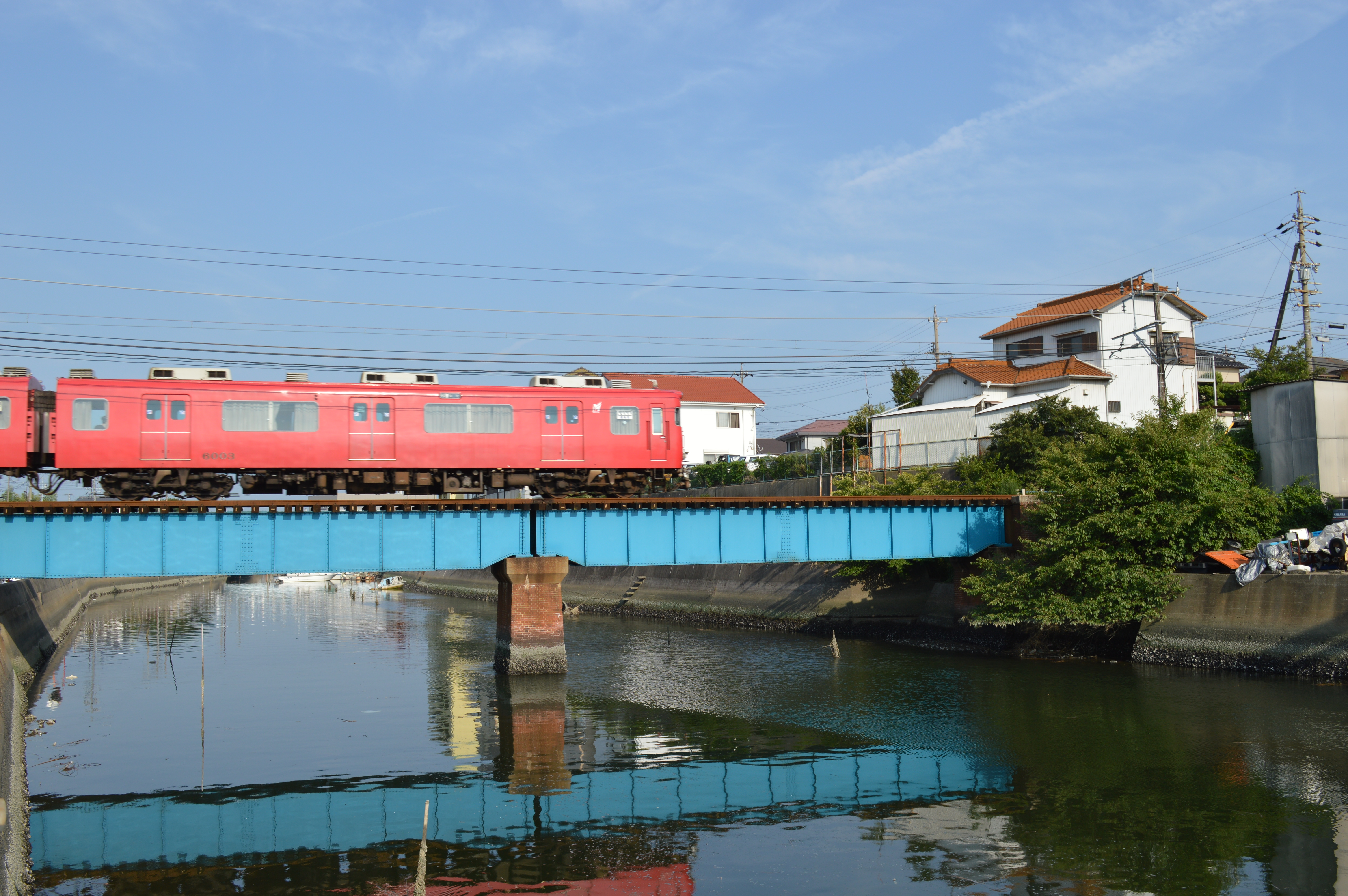
新川を越える名鉄三河線の電車

もっとも西側にある稗田川は安城市高棚町付近に端を発し、川幅5-40mで田園地帯を南西に向かって流れる。豊田自動織機高浜工場や愛知県立高浜高校の脇を通り、高浜市街で南に向きを変える。名鉄三河線と並行し、愛知県立碧南工科高校付近で高浜川に合流する。高浜川水系の流域中央部を流れる長田川は川幅5-40mであり、高浜川水系でもっとも延長距離の長い河川である。JR東海道本線安城駅の西側に端を発し、稗田川と同じく南西に向かって流れる。安城市街地で東海道本線や東海道新幹線を超え、田園地帯で国道23号などを超え、9.0kmを流れて油ヶ淵に到達する。長田川は約2.5kmに渡って安城市と碧南市の市境を形成し、油ヶ淵でも湖沼の中央部が両自治体の市境となっている。
半場川は愛知県立安城高校付近に端を発する。川幅5-40mで真南に向かって約1kmほど流れた後、安城産業文化公園デンパークの北側で支流の東隅田川を集め、稗田川や長田川と同じく南西に向かって流れる。デンパークの北端を流れるが、公園に隣接して遊水地や浄化施設などがある。国道23号を超えると南南西にやや向きを変え、矢作川に迫るように流れる。矢作川まで1kmほどの場所で西に向きを変え、支流の朝鮮川を集めて油ヶ淵に達する。朝鮮川は愛知県立安城南高校付近に端を発し、アイシンの西尾ダイカスト工場と安城第1・第2工場の間をすり抜けるようにして川幅5-30mで南西に流れる。やはり矢作川に1kmほどまで迫るが、西尾市米津町で西に向きを変えて半場川に合流する。油ヶ淵には長田川と半場川（支流の朝鮮川と東隅田川）の水が集まり、高浜川と新川に分かれて衣浦湾に注ぐ。平均滞留日数は約4日だが、灌漑期には2日程度であり、非灌漑期には5日程度で池水が循環する。高浜川は途中で稗田川を集め、合流してすぐの場所には水量調節用の高浜川水門が設けられている。川幅は約70-120mで西北西に向かって流れ、名鉄三河線、国道247号、衣浦臨海鉄道碧南線などを越えてから衣浦湾に注ぐ。新川は川幅約40mで南西に向かって流れ、油ヶ淵を出てすぐの場所にはやはり新川水門が設けられている。高浜川と同様に、名鉄三河線、国道247号、衣浦臨海鉄道碧南線などを越えてから衣浦湾に注ぐ。

## 地形・地質・気候
全体が岡崎平野（西三河平野）西部を流れ、流域の西側は標高約2mの沖積低地であり、東側は標高5-17.5mの碧海台地と呼ばれる洪積台地である。段丘部は急崖となっており、台地の開析谷に河川が流れている。谷頭部は雨水の浸食によって形成され、地下水が湧出する。碧海台地を構成する洪積層は碧海面と呼ばれ、約3万年前に形成された。赤褐色または褐色の堆積層は3-8mの厚さであり、碧海面の南部には三州瓦の原料となる粘土層を含む。碧海郡地域は温帯湿潤気候の東海型に属し、6月中旬-7月中旬、9月-10月に降水量が多いが、愛知県内では比較的降水量が少ない地域である。

## 歴史

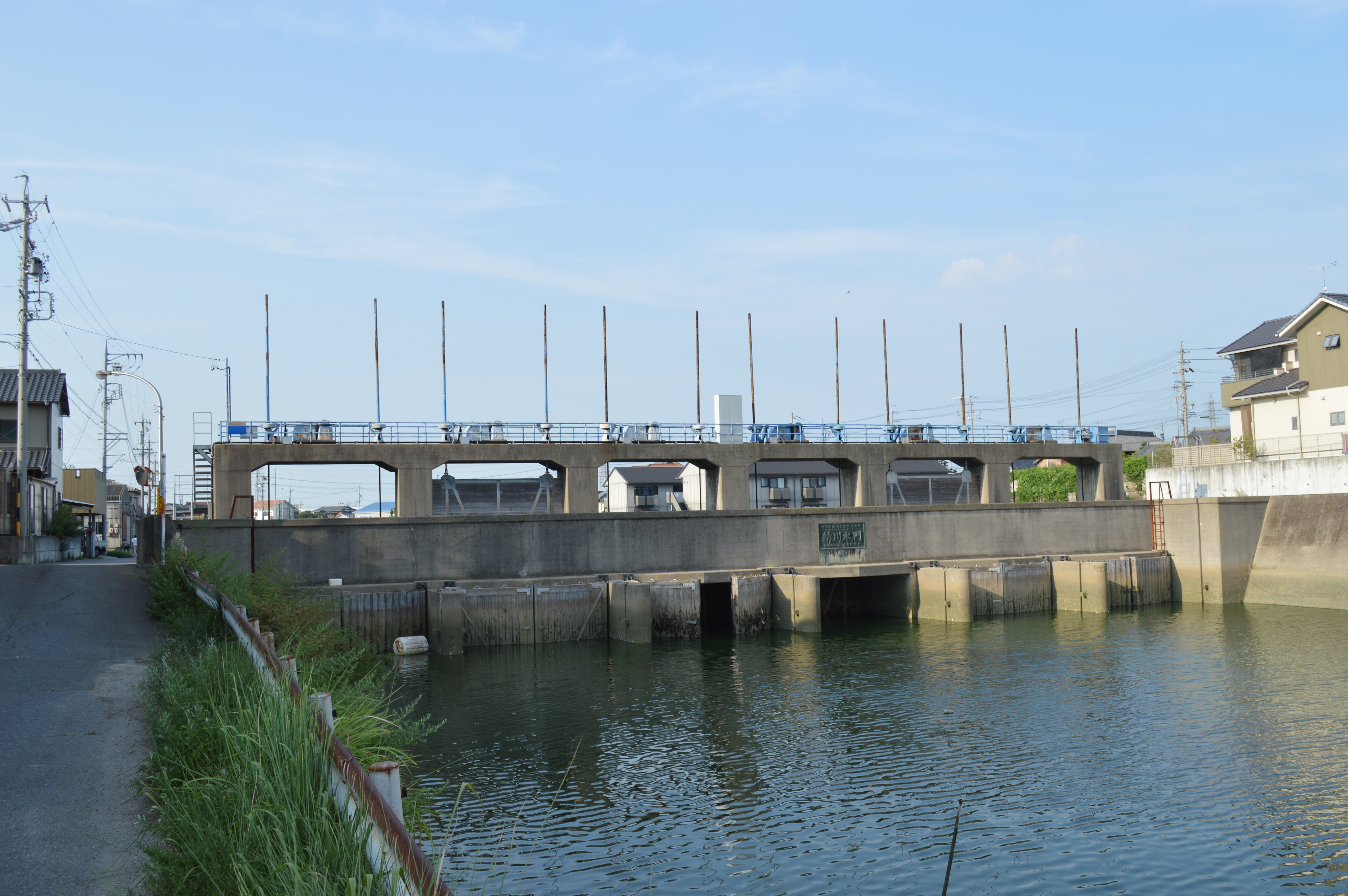
新川水門

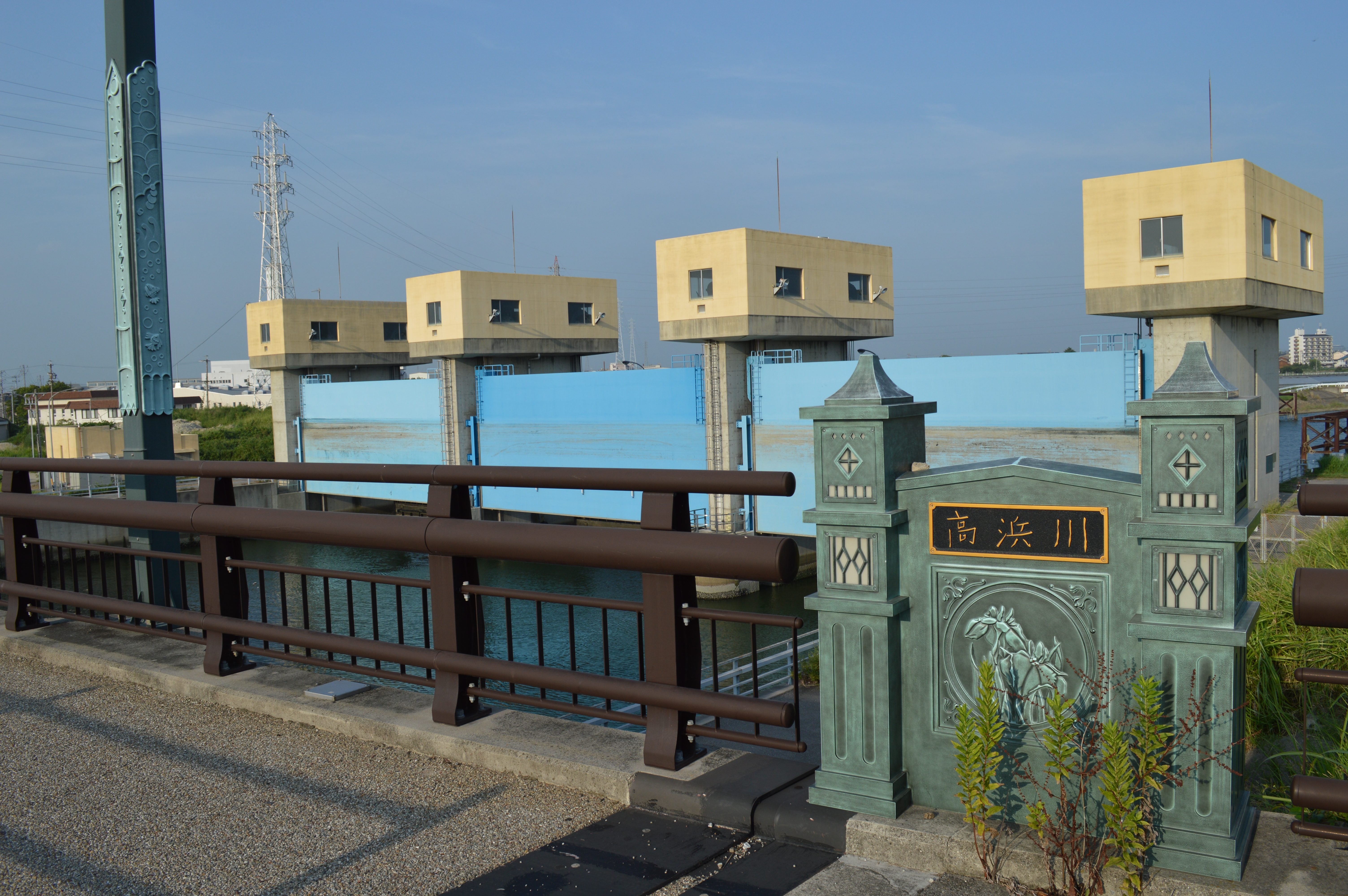
高浜川水門

### 油ヶ淵の形成と新川の開削
油ヶ淵と衣浦湾をつなぐ二つの河川、高浜川と新川は人工的に開削された河川である。1600年頃までは、現在の油ヶ淵付近までが北浦と呼ばれる西海（現在の衣浦湾）の入江だったが、矢作川からもたらされる大量の土砂によって入江が埋まり、北浦が閉塞して正保4年（1644年）に現在の油ヶ淵が形成された。油ヶ淵が形成されると、稗田川・長田川・高取川・半場川（と支流の朝鮮川）がことごとく油ヶ淵に流入するようになったが、新田に利用する灌漑用水路以外には流出する河川がなかったため、大雨のたびに油ヶ淵が溢れて水田に浸水した。このため、現在の蜆川に相当する排水路が掘られたが、さらに新田開発が進んで1本の排水路だけでは追いつかなくなったため、元禄14年（1701年）に排水路の建設が計画され、宝永2年（1705年）、現在の新川に相当する河川が開削された。

### 新田開発と高浜川の開削
1893年（明治26年）には、農業用水・疏水・物資輸送など多目的の碧海運河の建設が計画された。それまでも新川港から油ヶ淵を通って榎前村（現安城市）までは通船があったが、さらに箕輪村・福釜村・篠目村（いずれも現安城市）などを通って北上し、西加茂郡挙母町（現豊田市）まで開削する計画だった。しかし、その後の様子は定かでなく計画は実行されていない。明治10年代には矢作川の流送土砂で油ヶ淵を埋め立てる計画があったが、計画ははかどらずに廃案となった。1881年（明治14年）に明治用水が開通すると一帯で新田開発が盛んとなり、明治年間には現在の安城市域だけでも2,000ヘクタール以上が新田として開発された。安城市域に50か所以上あったため池はことごとく農地に転用され、現在の市域にはため池が一つも存在しない。田からの還元水（悪水）が稗田川・長田川・半場川を流れて油ヶ淵に流入した。油ヶ淵への流入量が増加し、再び農作物への被害が発生するようになったため、1931年（昭和6年）から1935年（昭和10年）にかけて、河川延長2340m・川幅30mの高浜川が開削された。1944年（昭和19年）の東南海地震、1945年（昭和20年）の三河地震、1946年（昭和21年）の昭和南海地震で流域の地盤が沈下し、高浜川・新川の流下能力が低下したため、1952年（昭和27年）から1956年（昭和31年）にかけて高浜川の拡張工事が行われ、現在の川幅60mとなった。高浜川流域や一色町（現西尾市）では50cm程度の地盤沈下が起こっているが、西浦町や形原町（いずれも現蒲郡市）や幡豆町（現西尾市）では逆に100-125cm程度の地盤上昇が起こっている。高浜川と新川では河口部を埋め立てて工業用地の造成が行なわれ、現在の碧南市は面積の約40%が埋め立て地である。

### 現代の洪水被害
油ヶ淵周囲の地盤は標高0m程度であり、満潮時には衣浦湾よりも油ヶ淵の水位のほうが低くなる。このため、高浜川と新川には水門が設けられており、また、干潮時に開き満潮時に閉まる常時排水ゲートが設けられている。高浜川・新川は洪水対策を目的として人工的に開削された河川であり、このような水害対策が施されてはいるものの、高浜川水系流域は現代でも頻繁に洪水被害に見舞われている。古くは1953年（昭和28年）9月（台風13号）や1959年（昭和34年）9月（伊勢湾台風）の際に油ヶ淵周辺が高潮浸水被害に遭い、平成に入ってからも、1991年（平成3年）9月、1994年（平成6年）9月、1999年（平成11年）6月、2000年（平成12年）9月（東海豪雨）などに高潮や洪水による浸水被害に遭っている。

## 環境

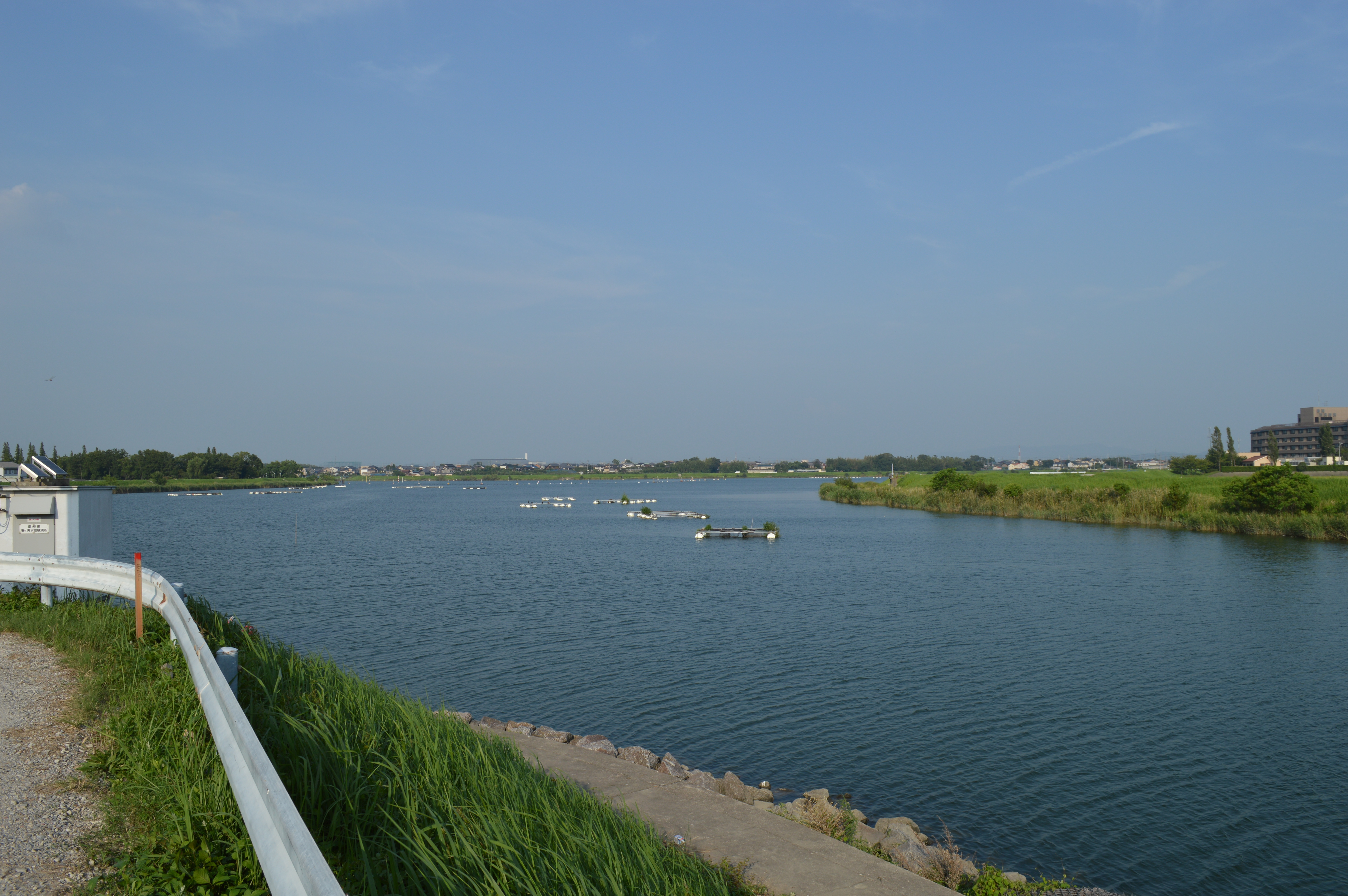
水系の中心にある油ヶ淵

油ヶ淵は周囲約6.3km・面積約64ヘクタールの天然湖沼であり、内水面漁業が営まれているが、漁獲量は年々減少している上に、海面漁業に対する漁獲量比は数%程度である。稗田川や油ヶ淵は高浜川水系の中でも水質が悪く、特に油ヶ淵は日本国内でもっとも水質汚濁が進んだ湖沼のひとつとして知られている。水質汚濁にかかわる生物化学的酸素要求量(BOD)の環境基準5.0mg/lを大きく上回る年が多いが、平成に入ってからは水質が改善されつつある。環境省が発表している「公共用水域水質測定結果」では、1984年（昭和59年）度には184水域中ワースト2位であり、2010年（平成22年）度はワースト15位だったが、過去10年の水質改善率では3位となった。
油ヶ淵には浅場の水草や砂底・砂泥底などを持ち、コイ、ギンブナ、タモロコ、アユ、ニゴイ、オオクチバス、ウナギなどが生息している。淵の中央部に架かる橋より上流側にはタイリクバラタナゴやオイカワなどの純淡水魚が多く、橋の下流側にはボラ、ヒイラギ、マハゼなどの汽水魚が多い。1993年（平成5年）の調査では淵周辺でチュウサギやコアジサシなどの希少な鳥類が確認されている。植物ではヨシ、マコモ、ウキヤガラ、フトイなどが多くみられ、ミクリやミズオオバコなど日本では数が減少している植物も確認されている。

## 文化

### 竜燈伝説
高浜川の由来は地名の高浜であり、高浜は文字通り高くなった砂浜を意味する。油ヶ淵はかつて蓮如池や大池などと呼ばれ、村によって呼称がまちまちだったが、竜燈伝説から油ヶ淵と呼ばれるようになったという。この伝説によると、現在の碧南市にある応仁寺の前に親孝行な息子と子煩悩な母親が二人で暮らしていたが、ほかに身寄りもなく家は貧しいため、淵に漁に出た船の目標となる燈火を点じることができなかった。しかし、ある日から漁に出た日には岬に明るい燈明が輝くようになったという。淵の神様が母子のために油を買って燈明を灯したのだろうと言い伝えられ、淵は油ヶ淵という名で呼ばれるようになった。朝鮮川の由来は、文禄・慶長の役の際に連行された土木技術者が開削に従事したためとする説があるが、室町時代にこの付近の城砦を攻略した土豪の軍船（朝鮮丸）の船名にちなむとする説もある。西尾市吉良町にも同名の河川がある。

### ボート競技
高浜市はボート競技（漕艇）の振興を図っており、高浜川では毎年夏にレガッタ大会が開催されている。高浜川では500m×3レーンのコースを取ることができ、3月から10月まで使用できる。汐の干満による流速の変化があり、午後は風の影響を受けやすいとされる。愛知県内で漕艇が可能な水域には庄内川や中川運河（いずれも名古屋市）、矢作川の勘八峡（岡崎市）、愛知池（日進市・東郷町・みよし市）などがあるが、高校・大学・実業団のボート部が使用しているこれらの水域とは異なり、高浜川で活動しているのは高浜ボートクラブ、NPO法人たかはまスポーツクラブなどのみである。

## ギャラリー（画像集）

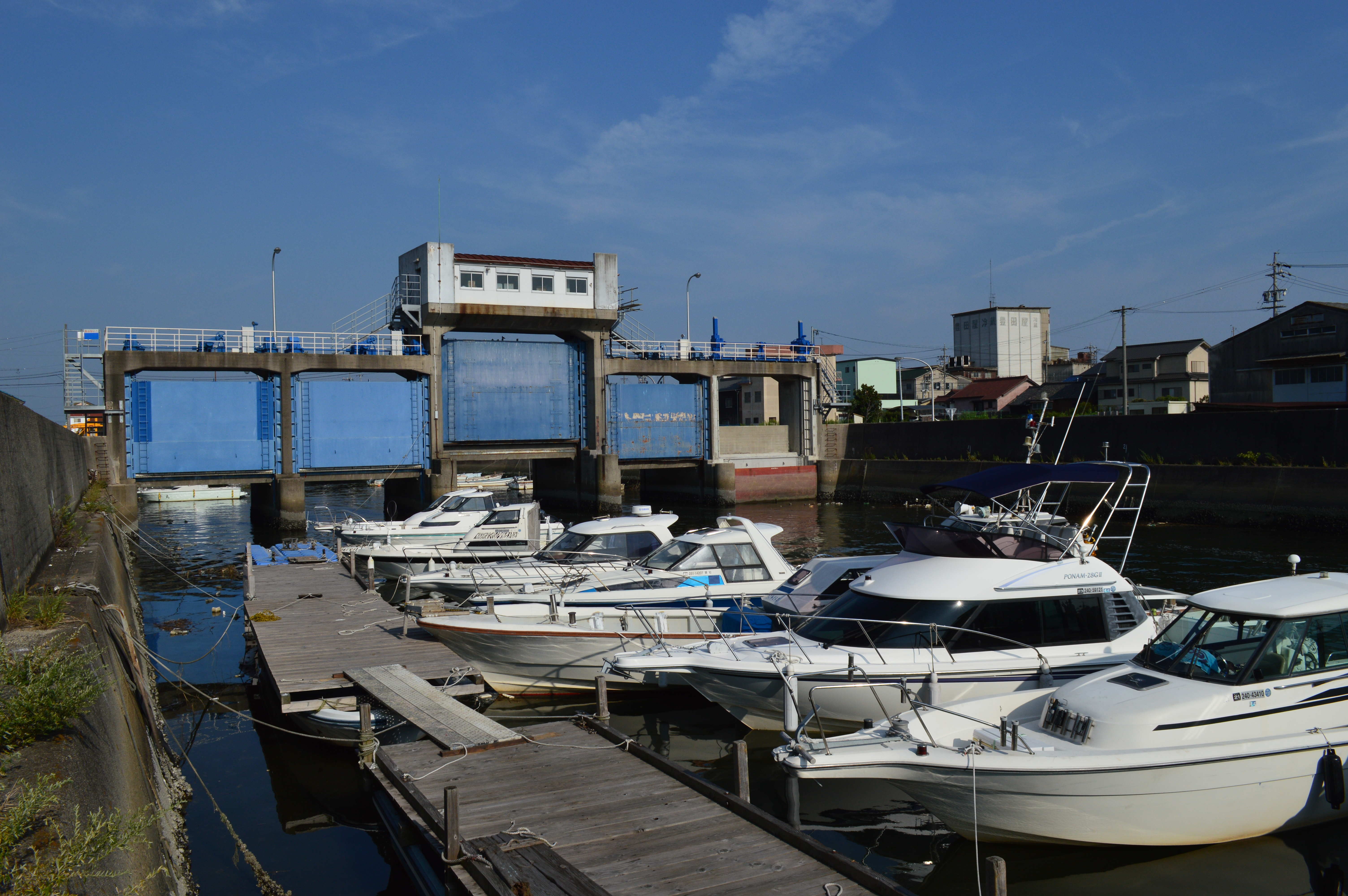
ボートが並ぶ新川河口部、新川橋から下流を望む
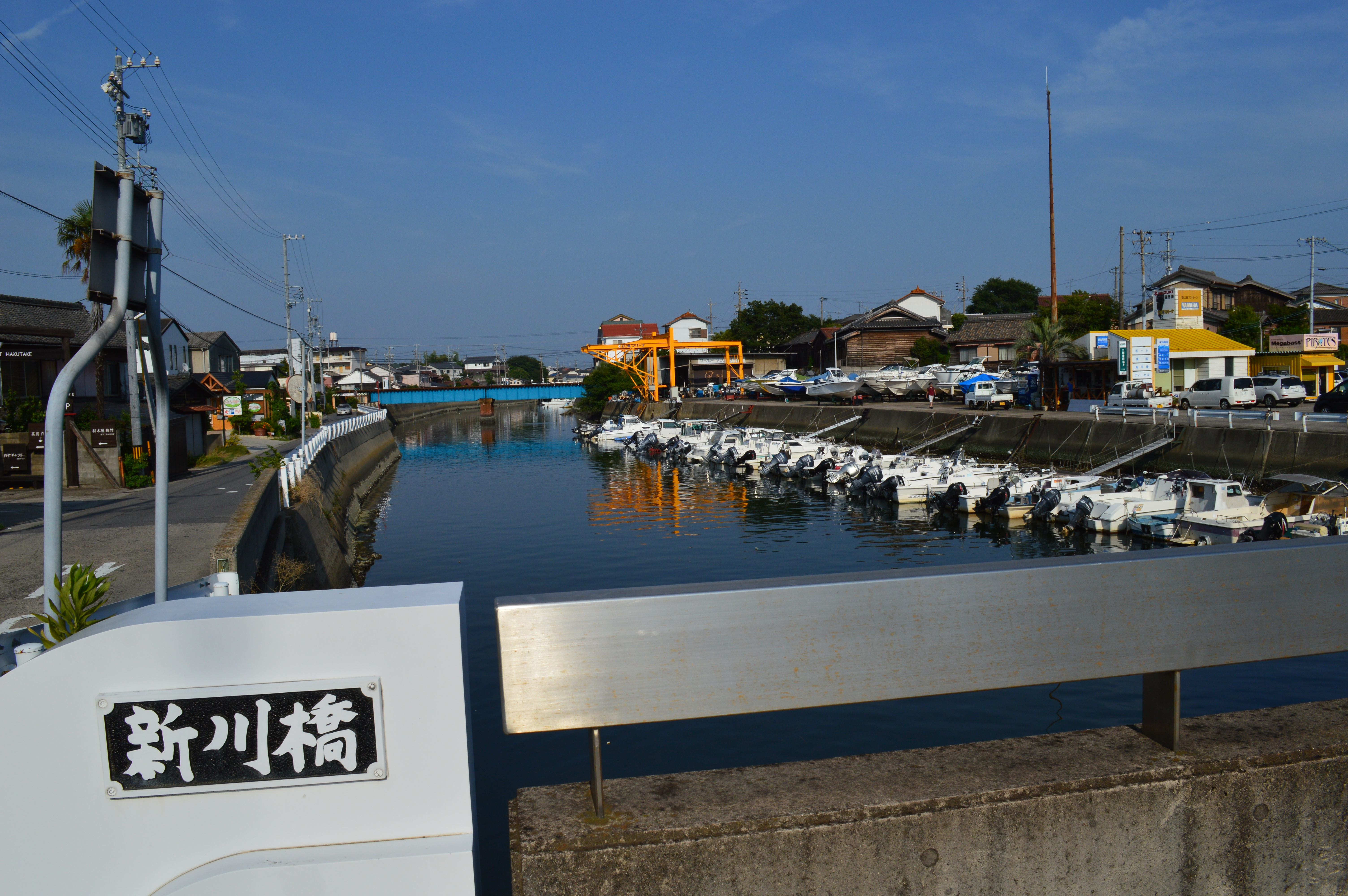
ボートが並ぶ新川河口部、新川橋から上流を望む
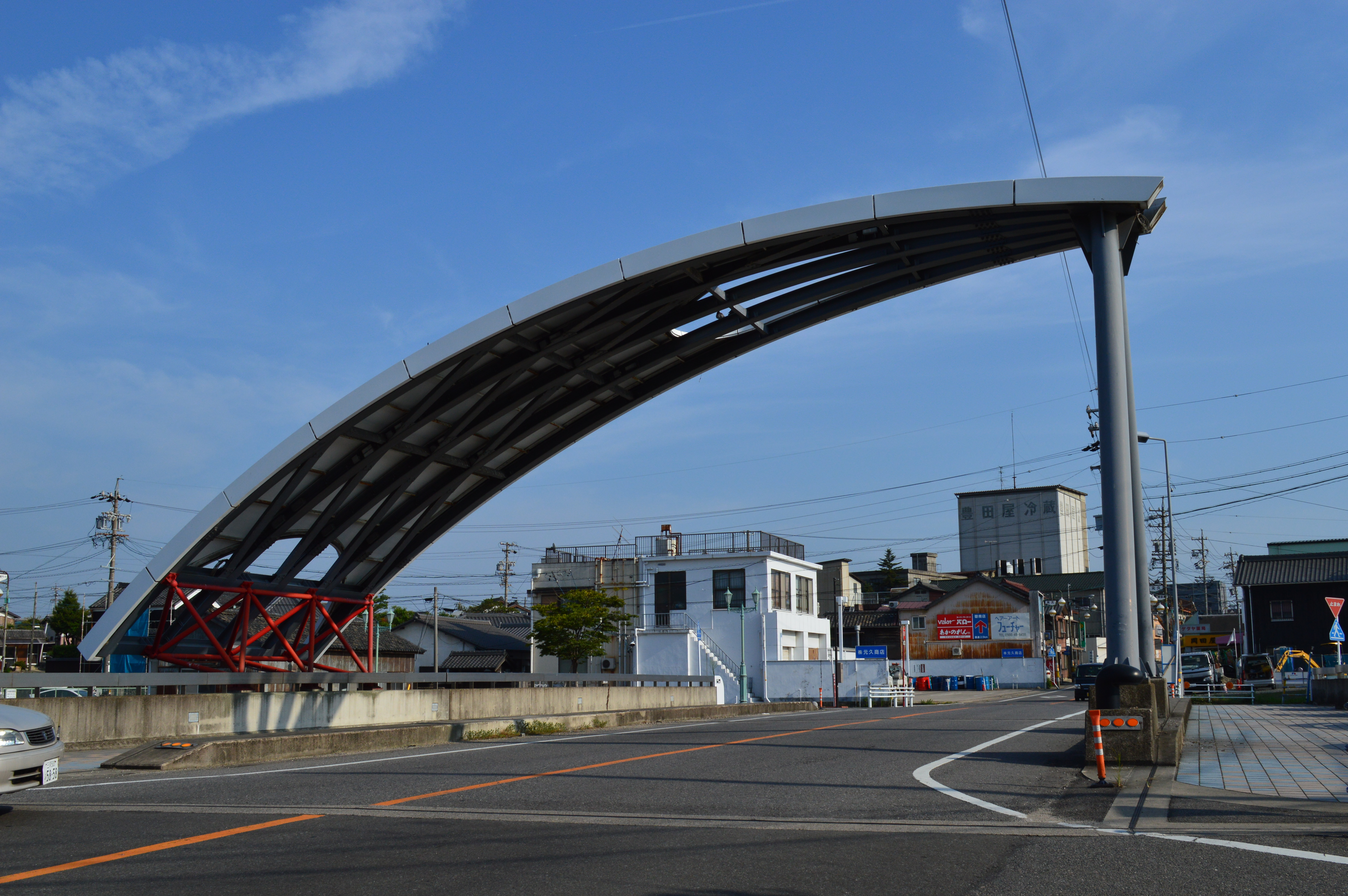
独特な形の屋根を持つ新川橋
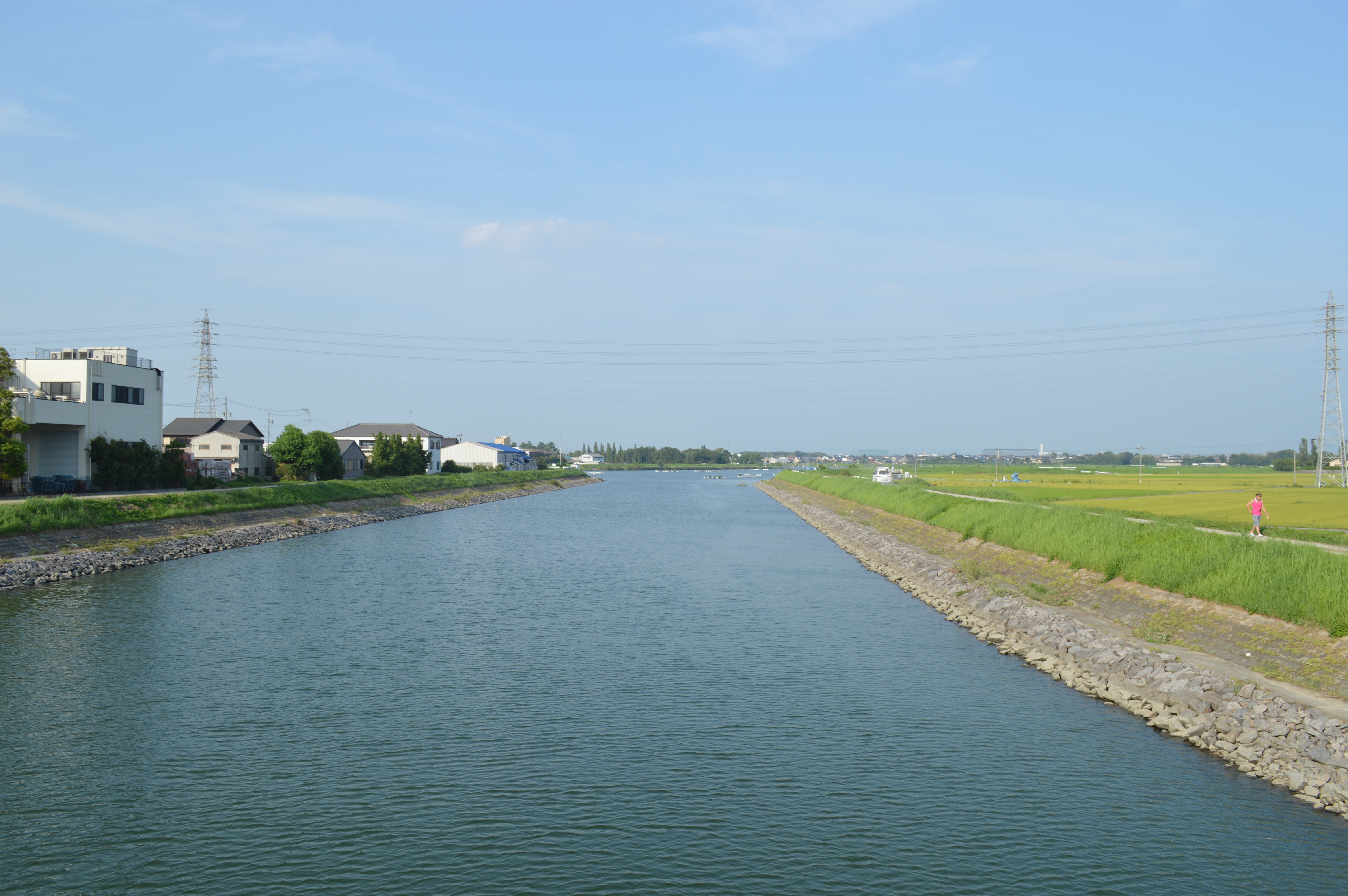
新川（手前）と油ヶ淵（最奥）
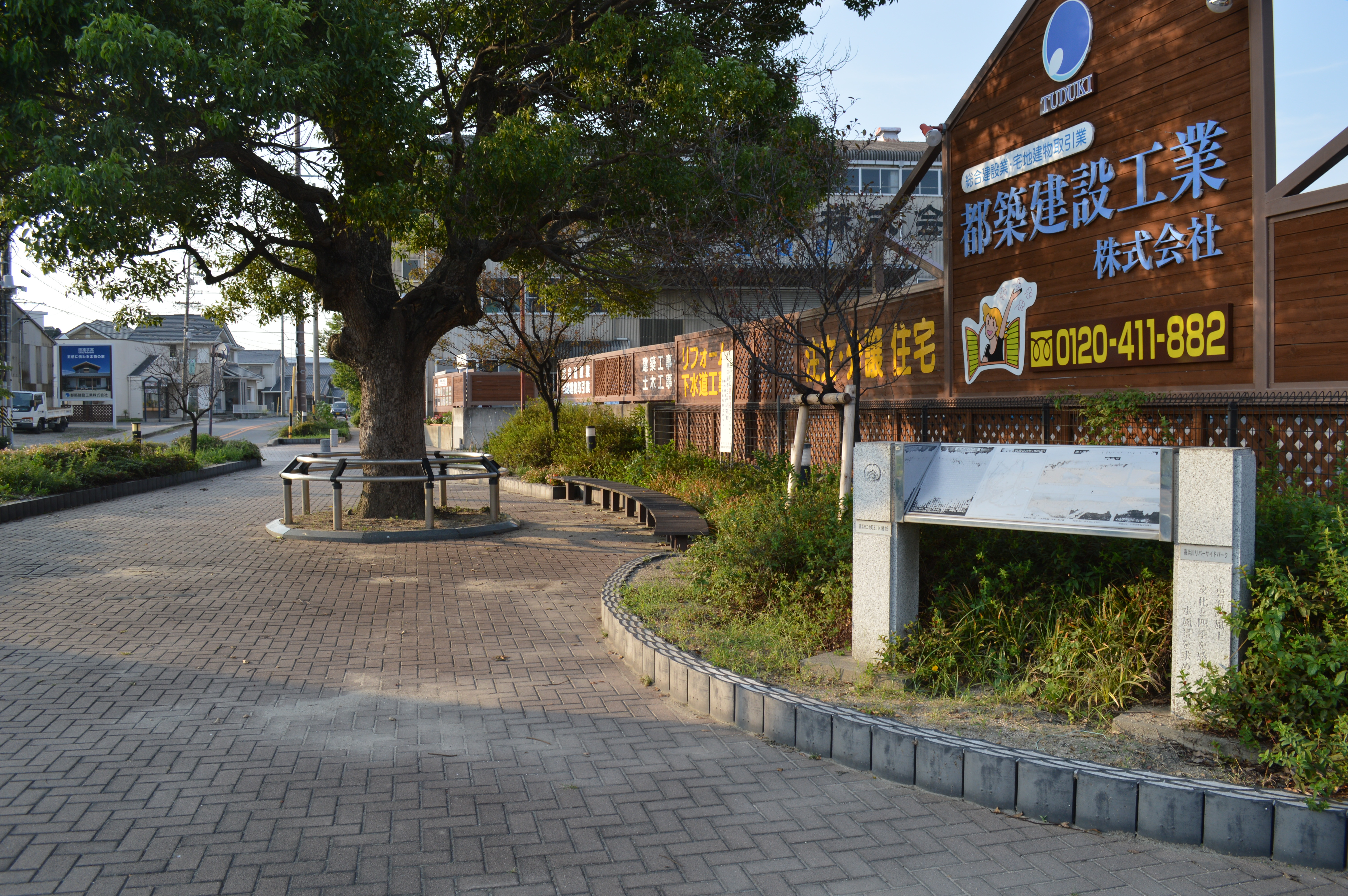
高浜川リバーサイドパーク